# Вреньи
Вреньи́ (фр. Vregny) — коммуна во Франции, находится в регионе Пикардия. Департамент коммуны — Эна. Входит в состав кантона Суасон-1. Округ коммуны — Суассон.
Код INSEE коммуны — 02828.

## Население
Население коммуны на 2010 год составляло 91 человек.
| 1962 | 1968 | 1975 | 1982 | 1990 | 1999 | 2010 |
| ---- | ---- | ---- | ---- | ---- | ---- | ---- |
| 116  | 125  | 119  | 105  | 101  | 102  | 91   |

## Экономика
В 2010 году среди 60 человек трудоспособного возраста (15—64 лет) 43 были экономически активными, 17 — неактивными (показатель активности — 71,7 %, в 1999 году было 58,7 %). Из 43 активных жителей работали 43 человека (24 мужчины и 19 женщин), безработных не было. Среди 17 неактивных 7 человек были учениками или студентами, 9 — пенсионерами, 1 был неактивным по другим причинам.